# Denise Richards
Denise Lee Richards (ur. 17 lutego 1971 w Downers Grove) – amerykańska aktorka filmowa i modelka.

## Życiorys

### Wczesne lata
Urodziła się w Downers Grove w Illinois rodzinie rzymskokatolickiej jako pierwsza z dwóch córek Joni Lee, właścicielki kawiarni, i Irva Richardsa (ur. 1950), inżyniera telekomunikacji. Dorastała w stanie Illinois – w Mokena i Downers Grove – z młodszą siostrą Michelle. Jej rodzina miała korzenie niemieckie, francuskie, kanadyjskie, irlandzkie, angielskie, walijskie i holenderskie. Uczęszczała do Herrick Junior High School. W szkole El Camino High School w Oceanside, którą ukończyła w 1989. Jako dziecko była jedyną dziewczyną w drużynie baseballu.

### Kariera
Dorabiała jako modelka, podróżując między Nowym Jorkiem a Tokio. Reklamowała m.in. pomadki do ust. Pojawiła się w sitcomach: FOX Świat według Bundych (1987), ABC Doogie Howser, lekarz medycyny (1991) i NBC Kroniki Seinfelda (1993) oraz serialach Aarona Spellinga: Beverly Hills 90210 (1992) i Melrose Place (1996).
Zgłosiła swoją kandydaturę do roli Beth w sequelu Halloween 6: Przekleństwo Michaela Myersa (1995). Za rolę pilota wojennego statku kosmicznego Carmen Ibanez – pełnej entuzjazmu idealistki w filmie sci-fi Paula Verhoevena Żołnierze kosmosu (Starship Troopers, 1997) była nominowana do nagrody Blockbuster Entertainment. Rola uwodzicielskiej uczennicy college’u w thrillerze Dzikie żądze (1998) u boku Neve Campbell, Kevina Bacona i Matta Dillona przyniosła jej nominację do nagrody MTV Movie Award. W czarnej komedii Zabójcza piękność (1999) Richards zagrała małomiasteczkową kandydatkę do tytułu Miss Nastolatek, córkę zepsutej i owładniętej żądzą zwycięstwa matki (w tej roli Kirstie Alley).
Popularność zdobyła jako dziewczyna Jamesa Bonda – Christmas Jones w filmie Świat to za mało (1999) z Pierce’em Brosnanem w roli agenta 007 i Sophie Marceau, ale za tę postać odebrała nagrodę Złotej Maliny dla najgorszej aktorki drugoplanowej i zdobyła nominację do Blockbuster Entertainment Award. Później pojawiła się w jednej z głównych ról w slasherze Walentynki (2001) z Davidem Boreanazem.
Była na okładkach magazynów takich jak „Cosmopolitan”, „Playboy”, „Entertainment Weekly”, „Elle”, „People”, „Details”, „Esquire” i „GQ”.

## Życie prywatne
Spotykała się ze Scottem Baio, Johnem Stamosem, Paulem Walkerem (1993), Patrickiem Muldoonem (1998), gitarzystą zespołu Bon Jovi – Richiem Samborą (2006), Bradleyem Cooperem (2009) i Nikkim Sixxem (2010).
15 czerwca 2002 wyszła za mąż za aktora Charliego Sheena, z którym ma córkę Sam (ur. 9 marca 2004). Jednak 2 marca 2005 złożyła pozew o rozwód, choć ze względu na narodziny drugiego dziecka pary, córki Loli Rose (ur. 1 czerwca 2005), wycofała go. Ostatecznie rozwiodła się z Sheenem 17 listopada 2006.
W grudniu 2017 zaczęła spotykać się z Aaronem Phypersem. Para pobrała się 8 września 2018 w Malibu w Kalifornii. W maju 2019 Richards ogłosiła, że z Phypersem adoptuje swoją najmłodszą córkę, Eloise.

## Filmografia

### Filmy
- 1993: Strzelając śmiechem (Loaded Weapon) jako Cindy
- 1994: Lookin' Italian jako Elizabeth
- 1994: Młody t-rex (Tammy and the T-Rex) jako Tammy
- 1995: P.C.H. (TV) jako Jess
- 1995: Piąta Aleja 919 (919 Fifth Avenue, TV) jako Cathy Damore
- 1996: W mgnieniu oka (In the Blink of an Eye, TV) jako Tina Jacobs
- 1996: Pier 66 (TV) jako Colleen
- 1997: Donikąd (Nowhere) jako Jana
- 1997: Żołnierze kosmosu (Starship Troopers) jako Carmen Ibanez
- 1998: Dzikie żądze (Wild Things) jako Kelly Lanier Van Ryan
- 1999: Zabójcza piękność (Drop Dead Gorgeous) jako Rebecca „Becky” Ann Leeman
- 1999: Świat to za mało (The World is Not Enough) jako dr Christmas Jones
- 1999: Wyścig (Tail Lights Fade) jako Wendy
- 2001: Walentynki (Valentine) jako Paige Prescott
- 2001: Dobre rady (Good Advice) jako Cindy Styne
- 2002: Imperium (Empire) jako Trish
- 2002: Tajniak (Undercover Brother) jako Biała diablica/Penelope Snow
- 2002: Trzeci do pary (The Third Wheel) jako Diana Evans
- 2002: Facet z odzysku (You Stupid Man!) jako Chloe
- 2003: To właśnie miłość (Love Actually) jako Carla
- 2003: Straszny film 3 (Scary Movie 3) jako Annie Logan
- 2004: Dziwka (Yo puta) jako Rebecca Smith
- 2004: Zabójcza blondynka (Elvis Has Left the Building) jako Belinda
- 2004: I tak, i nie (I Do (But I Don't), TV) jako Lauren Crandell
- 2005: Edmond jako B-dziewczyna
- 2008: Jolene jako Marin Leger
- 2008: Głupia i głupsza (Blonde and Blonder) jako Dawn St. Dom
- 2009: Znaleziona rozkosz (Finding Bliss) jako Bliss/Laura
- 2009: Kambakkht Ishq w roli samej siebie
- 2009: Deep in the Valley jako Autumn Bliss
- 2011: Szalone mamuśki (Cougars, Inc.) jako Judy
- 2012: Ciotka kontra mafia (Madea's Witness Protection) jako Kate Needleman
- 2012: Freeloaders w roli samej siebie
- 2012: Błękitna laguna: Przebudzenie (Blue Lagoon: The Awakening, TV) jako Barbara Robinson
- 2015: Operation: Neighborhood Watch! jako Denise Sorensen

### Seriale
- 1990: Dzień za dniem (Life Goes On) jako Camille
- 1991: Byle do dzwonka (Saved by the Bell) jako Cynthia
- 1991: Świat według Bundych (Married... with Children) jako dziewczyna 2
- 1991: Doogie Howser, lekarz medycyny (Doogie Howser, M.D.) jako Alissa
- 1992: Eerie, Indiana jako dziewczyna 2
- 1992: Beverly Hills, 90210 jako Robin McGill
- 1993: Kroniki Seinfelda (Seinfeld) jako Molly Dalrymple
- 1994: Prawo Burke’a (Burke’s Law) jako Jennifer
- 1994: Nowe przygody Supermana (Lois & Clark: New Adventures of Superman) jako Angela
- 1995: One West Waikiki jako Deirdre Mansfield
- 1996: Dziewczyna z komputera (Weird Science) jako Valerie
- 1996: Melrose Place jako Brandi Carson
- 2001: Przyjaciele (Friends) jako Cassie Geller
- 2001: Spin City jako Jennifer Duncan
- 2003–2004: Dwóch i pół (Two and a Half Men) jako Lisa
- 2005: Seks, miłość i sekrety (Sex, Love & Secrets) jako Jolene Butler
- 2008–2009: Denise Richards: It's Complicated
- 2009: Dancing with the Stars
- 2010: Harry Loves Lisa
- 2010–2011: Blue Mountain State jako Debra Simon
- 2012: Rockefeller Plaza 30 (30 Rock) jako Barbara Robinson
- 2012: Z kopyta (Kickin' It) jako Leona/Czarna Wdowa
- 2012: 90210 jako Gwen Thompson
- 2012–2013: Jeden gniewny Charlie (Anger Management) jako Lori
- 2013–2014: Twisted jako Karen Desai
- 2015: Matka jest tylko jedna (Significant Mother) jako Pepper Spinner
- 2019: BH90210 w roli samej siebie
- 2019–: Moda na sukces jako Shauna Fulton

### Teledyski
| Rok  | Piosenka         | Wykonawca         |
| ---- | ---------------- | ----------------- |
| 1997 | „Canadian Rose”  | Blues Traveler    |
| 2002 | „Undercova Funk” | Snoop Dogg        |
| 2017 | „Lovely Blonde”  | Sébastien Tellier |